# Rakovica (Słowenia)
Rakovica – wieś w Słowenii, w gminie miejskiej Kranj. W 2018 roku liczyła 104 mieszkańców. 